# 533
سنة 533 م (بالأرقام الرومانية: DXXXIII) كانت سنة بسيطة تبدأ يوم السبت (الرابط يظهر نموذج الجدول الزمني الكامل للسنة) من التقويم اليولياني. بدأت تسمية السنة ب533 منذ العصور الوسطى المبكرة، عندما أصبح تقويم أنو دوميني هو الأسلوب السائد في أوروبا لتسمية السنوات.

## أحداث
- بداية الحرب الوندالية في 1 يونيو 533 والتي انتهت في 1 مارس 534.

## وفيات
- فولجانس دي روسبي
- هلدريق